# Kalhausen
Kalhausen és un municipi francès, situat al departament del Mosel·la i a la regió del Gran Est. L'any 2007 tenia 858 habitants.

## Demografia

### Població
El 2007 la població de fet de Kalhausen era de 858 persones. Hi havia 321 famílies, de les quals 68 eren unipersonals (28 homes vivint sols i 40 dones vivint soles), 96 parelles sense fills, 141 parelles amb fills i 16 famílies monoparentals amb fills.
La població ha evolucionat segons el següent gràfic:
Habitants censats

### Habitatges
El 2007 hi havia 355 habitatges, 325 eren l'habitatge principal de la família, 7 eren segones residències i 23 estaven desocupats. 312 eren cases i 43 eren apartaments. Dels 325 habitatges principals, 272 estaven ocupats pels seus propietaris, 41 estaven llogats i ocupats pels llogaters i 12 estaven cedits a títol gratuït; 3 tenien dues cambres, 23 en tenien tres, 69 en tenien quatre i 230 en tenien cinc o més. 299 habitatges disposaven pel capbaix d'una plaça de pàrquing. A 127 habitatges hi havia un automòbil i a 163 n'hi havia dos o més.

### Piràmide de població
La piràmide de població per edats i sexe el 2009 era:
| Homes | Edats   | Dones |
| ----- | ------- | ----- |
| 0     | 95 o +  | 0     |
| 0     | 90 a 94 | 12    |
| 4     | 85 a 89 | 4     |
| 4     | 80 a 84 | 8     |
| 4     | 75 a 79 | 20    |
| 0     | 70 a 74 | 16    |
| 24    | 65 a 69 | 8     |
| 28    | 60 a 64 | 32    |
| 16    | 55 a 59 | 20    |
| 24    | 50 a 54 | 36    |
| 36    | 45 a 49 | 24    |
| 36    | 40 a 44 | 36    |
| 32    | 35 a 39 | 28    |
| 28    | 30 a 34 | 24    |
| 24    | 25 a 29 | 24    |
| 44    | 20 a 24 | 12    |
| 24    | 15 a 19 | 32    |
| 36    | 10 a 14 | 16    |
| 36    | 5 a 9   | 24    |
| 24    | 0 a 4   | 12    |

## Economia
El 2007 la població en edat de treballar era de 573 persones, 408 eren actives i 165 eren inactives. De les 408 persones actives 373 estaven ocupades (210 homes i 163 dones) i 35 estaven aturades (17 homes i 18 dones). De les 165 persones inactives 54 estaven jubilades, 46 estaven estudiant i 65 estaven classificades com a «altres inactius».

### Ingressos
El 2009 a Kalhausen hi havia 311 unitats fiscals que integraven 853 persones, la mediana anual d'ingressos fiscals per persona era de 18.142 €.

### Activitats econòmiques
Dels 14 establiments que hi havia el 2007, 1 era d'una empresa extractiva, 1 d'una empresa de fabricació d'altres productes industrials, 4 d'empreses de construcció, 4 d'empreses de comerç i reparació d'automòbils, 2 d'empreses de transport, 1 d'una empresa financera i 1 d'una empresa de serveis.
Dels 7 establiments de servei als particulars que hi havia el 2009, 1 era una oficina de correu, 1 una oficina bancària, 1 taller de reparació d'automòbils i de material agrícola, 2 fusteries, 1 lampisteria i 1 electricista.
Dels 2 establiments comercials que hi havia el 2009, 1 era una botiga de menys de 120 m² i 1 una fleca.
L'any 2000 a Kalhausen hi havia 19 explotacions agrícoles que ocupaven un total de 768 hectàrees.

## Equipaments sanitaris i escolars
El 2009 hi havia 1 escola maternal i 1 escola elemental integrada dins d'un grup escolar amb les comunes properes formant una escola dispersa.

## Poblacions més properes
El següent diagrama mostra les poblacions més properes.